# デーヴィッド・ダグラス・カニンガム

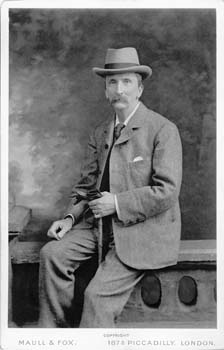
David Douglas Cunningham

デーヴィッド・ダグラス・カニンガム（David Douglas Cunningham FRS、1843年9月29日 – 1914年12月31日）は、スコットランドの医師である。インドでコレラなどの研究をした。

## 略歴
エディンバラ近郊のPrestonpansに生まれた。父親は聖職者で、母親は判事のレストン卿デーヴィッド・ダグラスの娘である。エディンバラ王立医学校（Royal College of Physicians of Edinburgh）で学び、エディンバラ大学を1867年に卒業した。
1868年にインド医療団（Indian Medical Service）に入隊し、インド省からコレラの特別調査を命じられた。ミュンヘンで準備を行った後、1869年に医師のルイス（Timothy Richards Lewis）とコルカタに渡った。1874年からインドの衛生委員会の特別補佐を務め、1879年からコルカタの医学校の病理学の教授を務め、コレラの研究を行った。まだ感染症の原因や感染経路が解明されていない時代で、コレラの原因とされるさまざまな要因を検証した 。1888年にベンガル医療団の上級医師（Surgeon Major）に任命された。1886年にはチベット探検隊に博物学者として参加した。
空中の生物を調べる研究をしたパイオニアで、aeroconiscopeと呼ばれる道具を使い、空中に浮遊する粒子をスライドプレートで捕集し研究し、コルカタの空中の微生物、胞子、花粉などの研究結果を1873年に発表した。コレラの流行の機構を解明するのが公的な仕事であったが、このプロジェクトは進まず、1879年に中止され、カニンガムはカルカッタ医学カレッジの生理学の教授職を解雇された。植物学の分野でも研究を行い、カルカッタ植物園の監督者、ジョージ・キングがキナの木の栽培に専念するために職を離れた時、臨時の監督者として働いた。
1883年にドイツのコレラ研究委員会のメンバーとしてロベルト・コッホがインドを訪れ、コレラ菌を発見したことで、イギリス政府も調査に乗り出し、当時の主要な病理学者、ヘニッジ・ギッベス（Heneage Gibbes）とエマニュエル・クライン（Emanuel Klein）を、インドに派遣した。カニンガムはクラインと働き、コッホが感染のもとになったと指摘した貯水場のサンプルを提供した。クラインは水中の細菌がコレラ感染者の糞便中の細菌と同一のものであることを確認したが、この細菌がコレラを引き起こすという結論は出せなかった。その後、各国政府はインドからの来訪者の検疫が行われるようになり、1884年に衛生委員会は実験室を設置しカニンガムは所長となった。
1876年にリンネ協会のフェローに選ばれ、1889年に王立協会のフェローに選ばれた。1893年にインド帝国勲章（コンパニオン）を受勲した。
Gymnosporangium属の菌の種、Gymnosporangium cunninghamianumに献名されている。

## 著作
- Cunningham, D.D. 1873. Microscopic examination of air. Govt. of India Publication, Calcutta.
- Some Indian Friends and Acquaintances: A Study of the Ways of Birds and other Animals Frequenting India (John Murray, 1903)
- Plagues and pleasures of life in Bengal (John Murray, 1907).
- Cunningham, D. D. (1879). “On the Occurrence of Conidial Fructification in the Mucorini, illustrated by Choanephora.”. Transactions of the Linnean Society of London 1 (6):  409–422. doi:10.1111/j.1095-8339.1879.tb00141.x.
- Cunningham, D.D. (1879). “On Mycoidea parasitica, a new Genus of Parasitic Algae, and the Part which it plays in the Formation of certain Lichens”. Transactions of the Linnean Society of London 1 (6):  301–316. doi:10.1111/j.1095-8339.1879.tb00138.x.
- Cunningham, D.D. (1881). “On the development of certain microscopic organisms occurring in the intestinal canal”. Quarterly Journal of Microscopical Science 82:  234–290.
- Cunningham, D.D. 1884 On the relation of Cholera to Schizomycete organisms Scientific memoirs by medical officers of the Army of India. Part 1.
- Cunningham, D.D. 1884 On the presence of peculiar parasitic organisms in the tissue of a specimen of Delhi Boil. Scientific memoirs by medical officers of the Army of India. Part 1.